# Racerspil
Et racerspil er et computerspil, der handler om biler eller racerløb.
Der findes flere forskellige typer af racerspil. Mens spil som Burnout er rimeligt urealistiske, er f.eks. Gran Turismo så realistisk, at det kan kaldes et simulationsspil.
| computerspil | Spire Denne computerspilsrelaterede artikel er en spire som bør udbygges. Du er velkommen til at hjælpe Wikipedia ved at udvide den. |